# Chuckie
Clyde Sergio Narain, bekend onder zijn artiestennaam Chuckie, (Paramaribo, 25 juni 1978) is een Nederlandse dj van Surinaamse afkomst.

## Biografie
Narain groeide op in Suriname en werd door muziekstijlen van dat land beïnvloed. Toen een van zijn vrienden dj werd, begon zijn interesse voor dit vak. Vanaf zijn dertiende begon hij thuis te experimenteren met het remixen. Langzaamaan bouwde hij zijn eigen platencollectie op. Eerst draaide hij op feesten en partijen van zijn vrienden en familie.
In 1993 begon hij als dj in de Haagse club Voltage. Tegenwoordig treedt hij regelmatig in Nederland en in het buitenland op.
Narain verzorgde ook remixes voor onder anderen La Rouge, David Guetta, Safari, RMXCRW, K-Liber 4 Life (Viben). The Partysquad, Enrique Iglesias, Mohombi en Gio.
In 2008 trad hij op als openingsact van Sensation in de Amsterdam ArenA. Hij gaf in het boekje dat na afloop aan alle bezoekers werd uitgedeeld aan dat dit een droom voor hem was. Hij was bij de allereerste Sensation aanwezig als bezoeker en bedacht toen dat hij er ooit zelf achter de dj-tafel zou staan.
Op Koninginnedag 2010 stond hij op het podium van Radio 538 op het Museumplein in Amsterdam.

## Discografie

### Albums
| Album met eventuele hitnotering(en) in de Nederlandse Album Top 100 | Datum van verschijnen | Datum van binnenkomst | Hoogste positie | Aantal weken | Opmerkingen                       |
| ------------------------------------------------------------------- | --------------------- | --------------------- | --------------- | ------------ | --------------------------------- |
| Dirty Dutch                                                         | 2007                  | -                     |                 |              | Nr. 13 in de Verzamelalbum Top 30 |
| Dirty Dutch 2008                                                    | 2008                  | -                     |                 |              | Nr. 3 in de Verzamelalbum Top 30  |
| Dirty Dutch Outsiders                                               | 2009                  | -                     |                 |              |                                   |
| Dirty Dutch Fallout                                                 | 2010                  | -                     |                 |              |                                   |
| Dirty Dutch Blackout                                                | 2011                  | -                     |                 |              |                                   |

### Singles
| Single met eventuele hitnotering(en) in de Nederlandse Top 40 | Datum van verschijnen | Datum van binnenkomst | Hoogste positie | Aantal weken | Opmerkingen                                                                         |
| ------------------------------------------------------------- | --------------------- | --------------------- | --------------- | ------------ | ----------------------------------------------------------------------------------- |
| Ballen tot we vallen                                          | 2004                  | 10-07-2004            | tip9            | -            | als DJ Chuckie / met Rbdjan & QF / Nr. 50 in de Single Top 100                      |
| En nu ga je dansen klootzak                                   | 2005                  | 11-06-2005            | 35              | 3            | als DJ Chuckie / met Lloyd & QF & Big Mic & Immoralis / Nr. 19 in de Single Top 100 |
| B the change                                                  | 2007                  | 10-02-2007            | 37              | 2            | Nr. 73 in de Single Top 100                                                         |
| Toys are nuts                                                 | 2007                  | 07-04-2007            | tip3            | -            | met Gregor Salto / Nr. 23 in de Single Top 100                                      |
| Aftershock (Can't fight the feeling)                          | 2009                  | 21-02-2009            | tip2            | -            | Nr. 21 in de Single Top 100                                                         |
| Moombah!                                                      | 2009                  | 08-08-2009            | 33              | 5            | met Silvio Ecomo / Nr. 32 in de Single Top 100                                      |
| Let the bass kick in Miami bitch                              | 2009                  | 03-10-2009            | 17              | 5            | met LMFAO / Nr. 23 in de Single Top 100                                             |

| Single met hitnotering(en) in de Vlaamse Ultratop 50 | Datum van verschijnen | Datum van binnenkomst | Hoogste positie | Aantal weken | Opmerkingen      |
| ---------------------------------------------------- | --------------------- | --------------------- | --------------- | ------------ | ---------------- |
| Aftershock (Can't fight the feeling)                 | 2009                  | 25-04-2009            | tip20           | -            |                  |
| Let the bass kick in Miami bitch                     | 2009                  | 17-10-2009            | 17              | 10           | met LMFAO        |
| What happens in Vegas                                | 31-10-2011            | 05-11-2011            | tip37           | -            | met Gregor Salto |

### Dvd's
| Dvd's met hitnoteringen in de Nederlandse Music Top 30 | Datum van verschijnen | Datum van binnenkomst | Hoogste positie | Aantal weken | Opmerkingen |
| ------------------------------------------------------ | --------------------- | --------------------- | --------------- | ------------ | ----------- |
| Dirty dutch aftershock                                 | 2009                  | 07-03-2009            | 3               | 27           |             |